# Monts (Oise)
Monts je francouzská obec v departementu Oise v regionu Hauts-de-France. V roce 2014 zde žilo 188 obyvatel.

## Poloha obce
Sousední obce jsou: Ivry-le-Temple, Monneville a Neuville-Bosc.

## Památky
- Kostel sv. Štěpána ze 12. století.

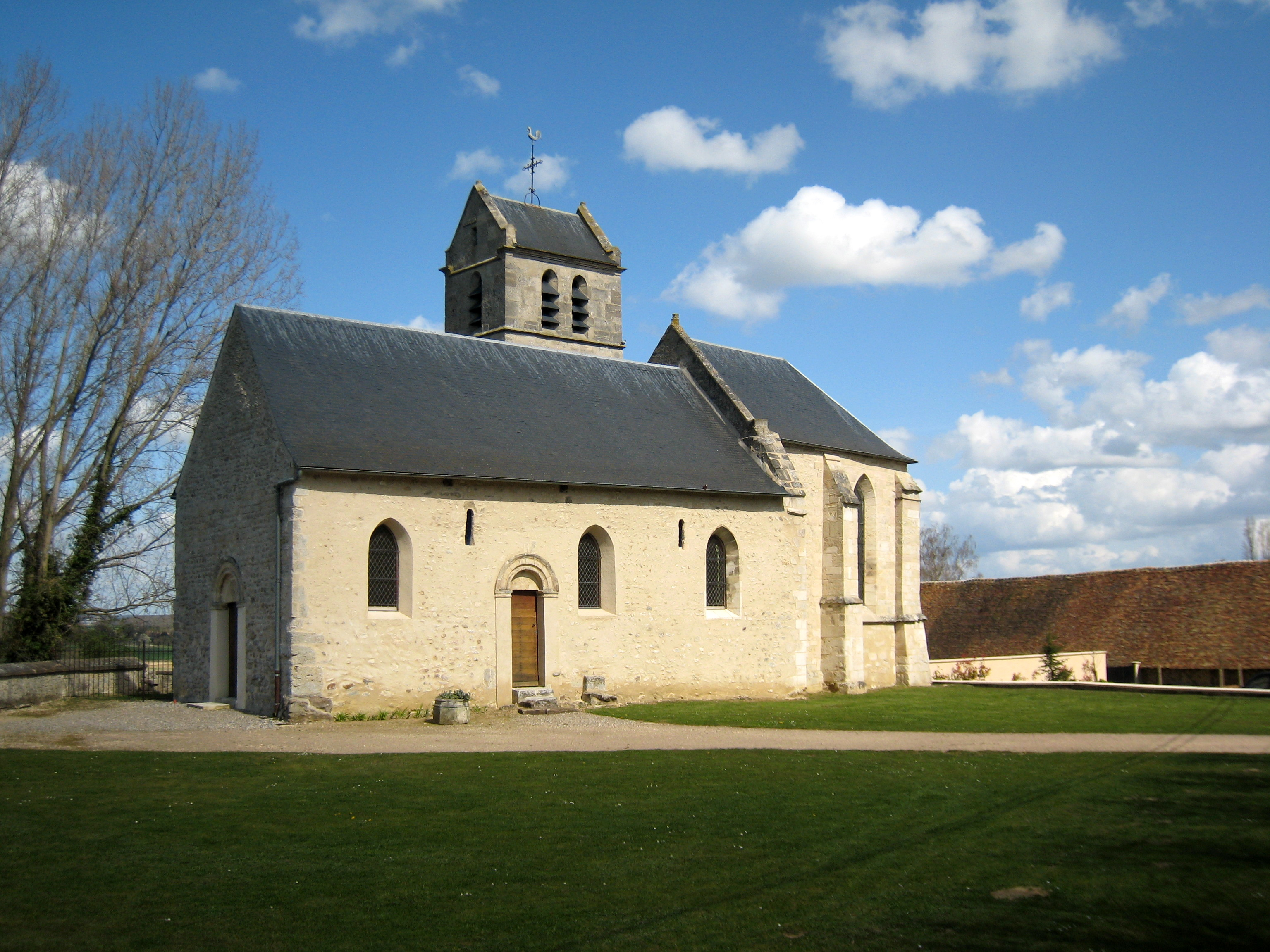
Kostel sv. Štěpána

## Vývoj počtu obyvatel
Počet obyvatel